# Gadigondgaon, Basavakalyan
Gadigondgaon là một làng thuộc tehsil Basavakalyan, huyện Bidar, bang Karnataka, Ấn Độ.